# Crop wild relative

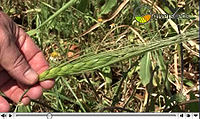
Wilder Emmer, ein Verwandter des Weizens kommt u. a. in Nord-Israel vor.[Ein kurzes Video] (MP4; 27,9 MB) über Emmer.

Unter Crop wild relative (CWR) versteht man wild wachsende Verwandte von gezüchteten Pflanzensorten, die der Ernährung dienen.

## Überblick
Die wilden Verwandten der heute für Ernährungszwecke genutzten Pflanzen stellen in zunehmendem Maße eine wichtige Säule für die Verbesserung der landwirtschaftlichen Produktion und für die Aufrechterhaltung eines nachhaltigen Agrar-Ökosystems dar.
So könnten CWR – bedingt durch ihre große Anpassungsfähigkeit – auch in Zeiten des Klimawandels und einer damit einhergehenden Instabilität des Ökosystems dazu beitragen, die Nahrungsmittelsicherheit auch in Zukunft gewährleisten zu können.
Die Bedeutung der CWR wurde bereits im 20. Jahrhundert von Nikolai Wawilow, einem russischen Botaniker, betont. Bereits seit tausenden Jahren wird auf genetisches Material von CWR zurückgegriffen, um unsere Zuchtsorten zu verbessern.
So wurde zum Beispiel in Mexiko traditionell wilder Mais (Zea mexicana) neben Kulturmais angebaut, um so die Erträge zu erhöhen. Später haben Pflanzenzüchter Gene von CWR verwendet um verschiedene Agro-Pflanzen wie Getreide, Reis (Oryza sativa), Tomate (Lycopersicon esculentum) oder Hülsenfrüchte weiterzuentwickeln. Somit kann behauptet werden, dass die Bedeutung der CWR in der genetischen Ähnlichkeit zu wichtigen sozioökonomischen Arten liegt.”

## Erhaltung
CWR sind wesentliche Bestandteile sowohl der natürlichen als auch der landwirtschaftlichen Ökosysteme. Die Erhaltung und nachhaltige Nutzung dieser wilden Verwandten ist somit für die Verbesserung der landwirtschaftlichen Produktion und der einhergehenden Nahrungsmittelsicherheit sowie der Erhaltung einer gesunden Umwelt unentbehrlich.
Die natürliche Verbreitung vieler CWR ist allerdings in zunehmendem Maße gefährdet. So werden sie durch die Zerstörung der natürlichen Umwelt (Lebensraumverlust) oder den Einsatz moderner Zuchtsorten bedroht. Weltweite Abholzung führen zum Rückgang oder gar Verlust vieler der wichtigen wilden Verwandten von Frucht-, Nuss- oder Industriepflanzen. Überweidung und die daraus resultierenden Versteppung gefährdet wilde Verwandte von Getreide besonders in trockenen oder halbariden Gebieten.
Auch die wachsende Industrialisierung der Landwirtschaft verringert drastisch das Vorkommen von CWR innerhalb der traditionellen Agrar-Ökosysteme.
Die Erhaltung und der nachhaltige Gebrauch von CWR ist ein wesentlicher Schritt zur Verbesserung der globalen Nahrungsmittelsicherheit und damit Reduktion der Armut aber auch zur Aufrechterhaltung des Gleichgewichts der Umwelt.